# Europacup I 1960/61
De 6de editie van de Europacup I werd gewonnen door het Portugese SL Benfica in de finale tegen het Spaanse FC Barcelona. Er namen 28 teams deel waarvan 27 landskampioen, Real Madrid was als titelverdediger geplaatst. Voor het eerst in de geschiedenis won Real Madrid het toernooi niet. In de eerste ronde was landgenoot FC Barcelona te sterk.

## Voorronde
| Team #1                | tot.   | Team #2                   | 1ste wed | 2de wed |
| ---------------------- | ------ | ------------------------- | -------- | ------- |
| Heart of Midlothian FC | 1 - 5  | SL Benfica                | 1 - 2    | 0 - 3   |
| Rode Ster Belgrado     | 1 - 5  | Újpest Dózsa SC           | 1 - 2    | 0 - 3   |
| Fredrikstad FK         | 4 - 3  | Ajax Amsterdam            | 4 - 3    | 0 - 0   |
| Aarhus GF              | 3 - 1  | CWKS Warschau             | 3 - 0    | 0 - 1   |
| Juventus               | 3 - 4  | CDNA Sofía                | 2 - 0    | 1 - 4   |
| IFK Helsinki           | 2 - 5  | IFK Malmö                 | 1 - 3    | 1 - 2   |
| SK Rapid Wien          | 4 - 1  | Beşiktaş JK               | 4 - 0    | 0 - 1   |
| Limerick FC            | 2 - 9  | BSC Young Boys            | 0 - 5    | 2 - 4   |
| CCA Boekarest          | (w/o)  | Spartak Hradec Králové    |          |         |
| Glenavon FC            | (w/o)  | SC Wismut Karl-Marx-Stadt |          |         |
| Stade de Reims         | 11 - 1 | Jeunesse d'Esch           | 6 - 1    | 5 - 0   |
| FC Barcelona           | 5 - 0  | Lierse SK                 | 2 - 0    | 3 - 0   |

- Hamburger, Burnley, Panathinaikos en Real Madrid waren vrij in de voorronde.

## Eerste ronde
| Team #1                | Tot.  | Team #2                   | 1ste wed | 2de wed | Playoff |
| ---------------------- | ----- | ------------------------- | -------- | ------- | ------- |
| SL Benfica             | 7 - 4 | Újpest Dósza SC           | 6 - 2    | 1 - 2   |         |
| Aarhus GF              | 4 - 0 | Fredrikstad FK            | 3 - 0    | 1 - 0   |         |
| SK Rapid Wien          | 3 - 3 | SC Wismut Karl-Marx-Stadt | 3 - 1    | 0 - 2   | 1 - 0   |
| IFK Malmö              | 2 - 1 | CDNA Sofia                | 1 - 0    | 1 - 1   |         |
| Real Madrid            | 3 - 4 | FC Barcelona              | 2 - 2    | 1 - 2   |         |
| Spartak Hradec Králové | 1 - 0 | Panathinaikos Athene      | 1 - 0    | 0 - 0   |         |
| Burnley FC             | 4 - 3 | Stade de Reims            | 2 - 0    | 2 - 3   |         |
| BSC Young Boys         | 3 - 8 | Hamburger SV              | 0 - 5    | 3 - 3   |         |

## Kwartfinale
| Team #1       | Tot.  | Team #2                | 1ste wed | 2de wed |
| ------------- | ----- | ---------------------- | -------- | ------- |
| SL Benfica    | 7 - 2 | Aarhus GF              | 3 - 1    | 4 - 1   |
| SK Rapid Wien | 4 - 0 | IFK Malmö              | 2 - 0    | 2 - 0   |
| FC Barcelona  | 5 - 1 | Spartak Hradec Králové | 4 - 0    | 1 - 1   |
| Burnley FC    | 4 - 5 | Hamburger SV           | 3 - 1    | 1 - 4   |

## Halve Finale
| Team #1      | Tot.  | Team #2       | 1ste wed | 2de wed | Playoff |
| ------------ | ----- | ------------- | -------- | ------- | ------- |
| SL Benfica   | 4 - 1 | SK Rapid Wien | 3 - 0    | 1 - 1   |         |
| FC Barcelona | 2 - 2 | Hamburger SV  | 1 - 0    | 1 - 2   | 1 - 0   |

## Finale
| Team #1    | Res.  | Team #2      |
| ---------- | ----- | ------------ |
| SL Benfica | 3 - 2 | FC Barcelona |

Wankdorfstadion, Bern

31 mei 1961

Opkomst: 28 000 toeschouwers

Scheidsrechter: Dienst (Zwitserland)

Scorers: 20' Sándor Kocsis 0-1, 30' José Águas 1-1, 32' Antoni Ramallets Simón 2-1 (own), 55' Mário Coluna 3-1, 75' Zoltán Czibor 3-2
SL Benfica (trainer Béla Guttmann)

Costa Pereira; João, Germano, Angelo, Neto, Domiciano Cávem, Cruz, Augusto, Santana, José Águas, Mário Coluna

FC Barcelona (trainer Orizaola):

Antoni Ramallets Simón; Foncho, Enric Gensana, Sigfrid Gràcia; Verges, Jesus Garay; Ladislao Kubala, Sándor Kocsis, Evaristo, Luis Suárez, Zoltán Czibor

## Kampioen
| Europacup I – Seizoen 1960/61 |
| ----------------------------- |
| SL Benfica 1ste titel         |